# Nakajima Ki-43
Die Nakajima Ki-43 Hayabusa (japanisch 一式戦闘機「隼」, Ichi-shiki sentōki „Hayabusa“, dt. „Jagdflugzeug Typ 1‚ Wanderfalke‘“) war ein im Zweiten Weltkrieg als Jagdflugzeug eingesetzter freitragender Ganzmetall-Tiefdecker mit luftgekühltem Sternmotor und Einziehfahrwerk. Sie war als Nachfolger für die Nakajima Ki-27 Setsu, den Standardjäger der Japanischen Heeresluftwaffe, von Hideo Itokawa entwickelt worden. Das Muster war das am meisten produzierte Flugzeug der japanischen Heeresluftwaffe. Der Erstflug erfolgte Anfang 1939, die Serienfertigung begann Anfang 1941. Der alliierte Codename lautete Oscar.

## Entwicklung
Die Spezifikationen für die Entwicklung der Ki-43 waren:
- Wendigkeit gleichwertig der Ki-27
- Höchstgeschwindigkeit: 500 km/h
- Steigen von 0–5000 m in 5 min
- Reichweite: 800 km
- Bewaffnung: zwei 7,7-mm-Maschinengewehre

Diesen Spezifikationen konnte Nakajima Hikōki mit Mühe entsprechen. Die geforderte Wendigkeit konnte nur durch die Entwicklung spezieller Schmetterlingsklappen (Landeklappen, die nach hinten aus dem Flächenquerschnitt ausrücken) erreicht werden. Die Schmetterlingsklappen wurden später auch bei anderen Nakajima-Flugzeugen verwendet.
Nach Japans Eintritt in den Zweiten Weltkrieg konnte die japanische Heeresluftwaffe, deren Piloten zuvor Kampferfahrungen über China (s. a. Mandschukuo) und der Mongolei gesammelt hatten, die Ki-43 zunächst mit Erfolg einsetzen. Die für die Republik China kämpfende irreguläre American Volunteer Group (Flying Tigers) spielte jedoch erfolgreich die bessere Flugleistung ihrer Curtiss P-40 gegen die überlegene Wendigkeit der Ki-43 aus.
Wegen ihrer Ähnlichkeit mit der Mitsubishi A6M Zero wurde die Ki-43 von den Alliierten anfangs nicht als eigener Flugzeugtyp erkannt. Sowohl die Piloten der Royal Air Force als auch die USAAF meldeten die Ki-43 oft als Zero – ein japanischer Jäger, der mit dem Angriff auf Pearl Harbor ins Bewusstsein der westlichen Piloten gerückt war.

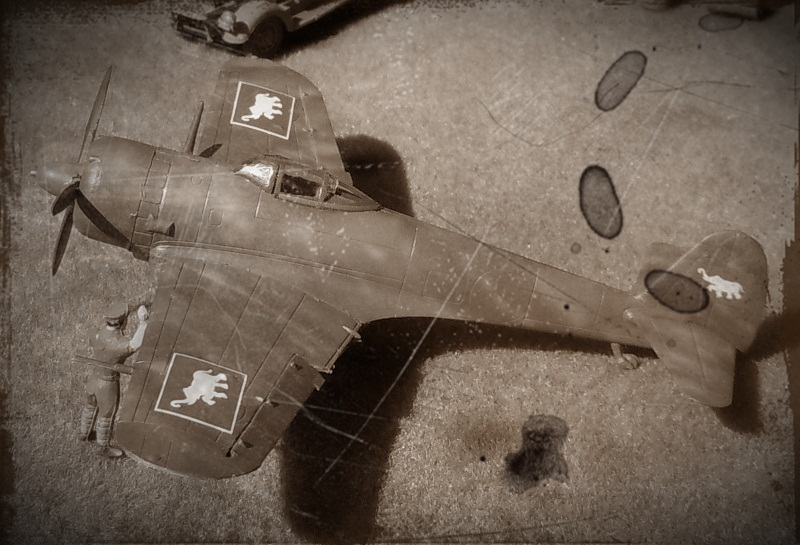
Modell einer thailändischen Ki-43

Trotz Aufrüstung mit stärkeren Motoren, schweren Maschinengewehren, selbstabdichtenden Tanks und Panzerung zum Schutz des Piloten veraltete die Ki-43 schnell, da die Luftkampftaktik des Zweiten Weltkriegs den Schwerpunkt auf Flugleistungen legte, während die Ki-43 auf Wendigkeit ausgelegt war.
Das dieser Entwicklung entsprechend geplante Nachfolgemuster, die Nakajima Ki-44 Shoki, war kein Erfolg und konnte die Ki-43 daher nicht ablösen. Auch als später die verbesserte Nakajima Ki-84 Hayate erschien, wurde die Ki-43 weiter produziert, weil sie – anders als ihre Nachfolgemodelle – keine Hochleistungstriebwerke benötigte, deren Produktion in Japan hinter den Anforderungen zurückgeblieben war.
Wie viele andere japanische Jäger wurde die Ki-43 gegen Ende des Zweiten Weltkriegs auch zu Kamikaze-Angriffen eingesetzt.

## Versionen

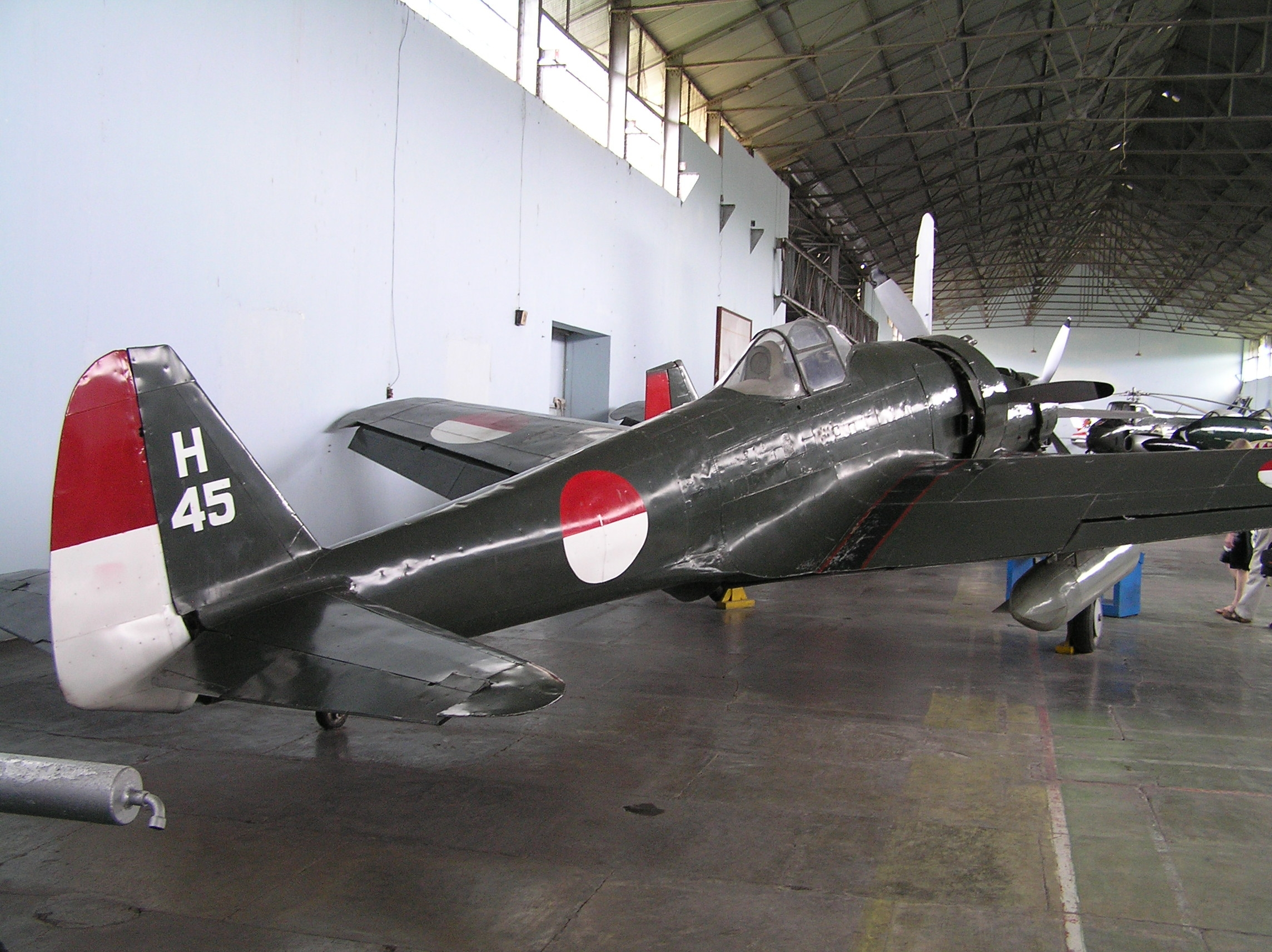
Erhaltene Ki-43 der indonesischen Luftwaffe

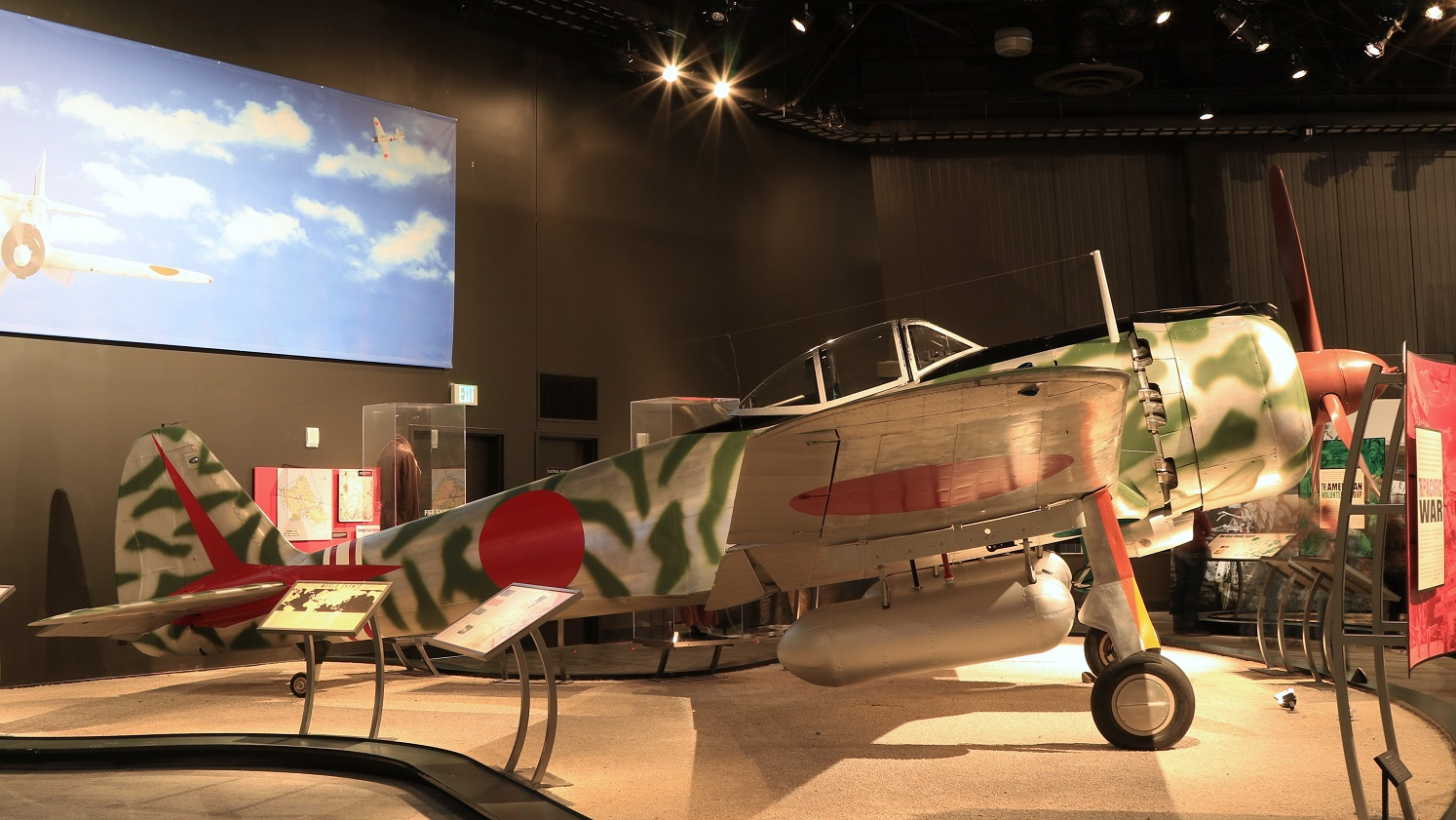
Erhaltene Ki-43

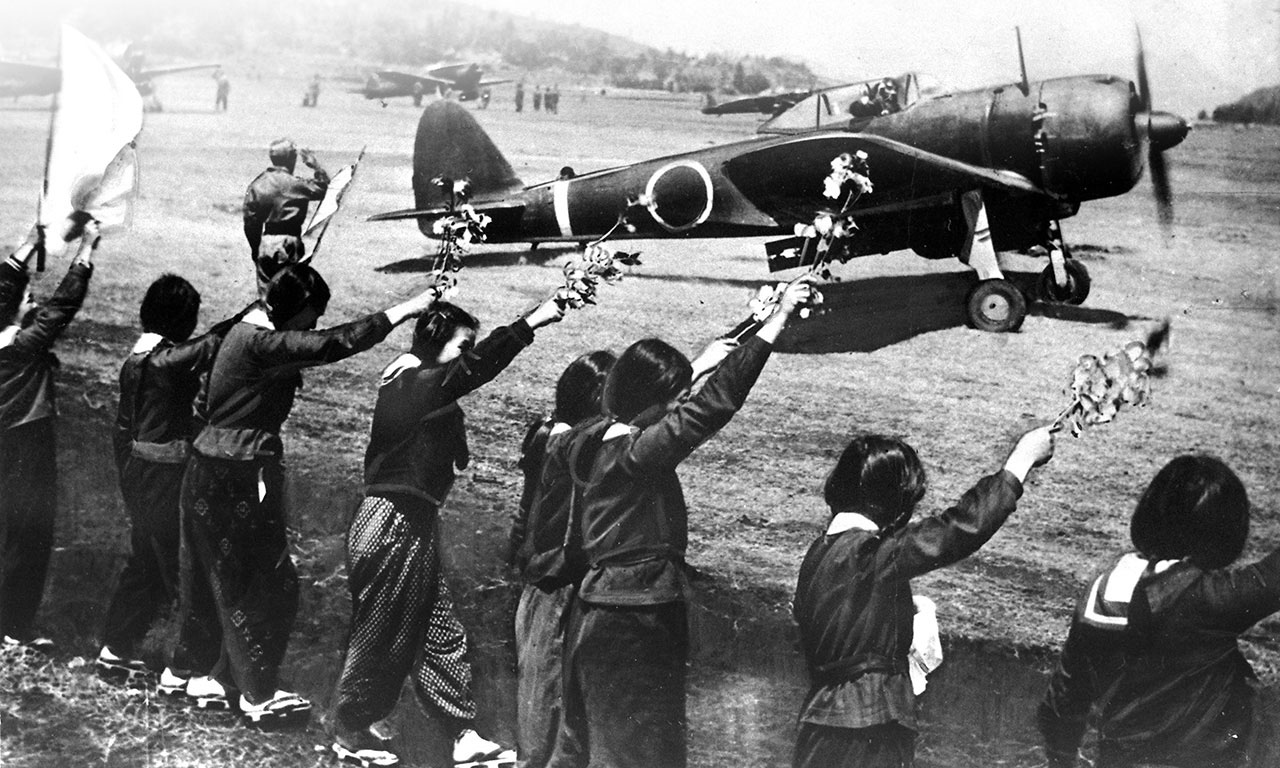
Eine Kamikaze-Nakajima Ki-43-IIIa (im Vordergrund: winkende Schulmädchen aus Chiran)

Ki-43
Prototyp mit einem Nakajima-Ha-25-Motor mit 950 PS Leistung
Ki-43-Ia
Variante mit zwei 7,7-mm-Maschinengewehren Typ 89
Hayabusa Fighter Type 1 of Army (Mark 1).
Ki-43-Ib
Variante mit einem MG Ho-103 12,7 mm und einem 7,7-mm-Maschinengewehr Typ 89
Ki-43-Ic
Variante mit zwei 12,7-mm-Maschinengewehren Ho-103
Ki-43-II
Prototyp mit einem Nakajima-Ha-115-Motor mit 1.130 PS Leistung
Ki-43-IIa
Variante mit der Möglichkeit, 500 kg Bomben mitzuführen
Ki-43-IIb
Variante mit Funkausrüstung
Ki-43-II-KAI
Variante mit verstärkter Struktur
Ki-43-III
Prototyp mit einem verbesserten Nakajima-Ha-115-II-Motor mit 1.230 PS Leistung
Ki-43-IIIa (Mark 3a)
Serienmodell der Ki-43-III
Ki-43-IIIb (Mark 3b)
Variante mit zwei 20-mm-Kanonen

## Technische Daten

Nakajima Ki 43-I Hayabusa

| Kenngröße             | Daten Nakajima Ki-43-IIb                                                              |
| --------------------- | ------------------------------------------------------------------------------------- |
| Besatzung             | 1                                                                                     |
| Länge                 | 8,92 m                                                                                |
| Spannweite            | 10,85 m                                                                               |
| Höhe                  | 3,27 m                                                                                |
| Leermasse             | 1.910 kg                                                                              |
| Startmasse            | 2.420 kg                                                                              |
| Antrieb               | ein 14-Zylinder Doppelsternmotor Nakajima Ha.115 (27,9 l Hubr.) mit 1.150 PS (846 kW) |
| Höchstgeschwindigkeit | 512 km/h in 6.000 m Höhe                                                              |
| Dienstgipfelhöhe      | 11.200 m                                                                              |
| Reichweite            | 1.600 km                                                                              |
| Bewaffnung            | zwei 12,7-mm-MG, zwei 250-kg-Bomben                                                   |

## Betreiber
- Japan: Kaiserlich Japanische Heeresluftstreitkräfte
- Mandschukuo: Luftstreitkräfte des Mandschurischen Kaiserreichs
- Indonesien: Luftstreitkräfte Indonesiens
- Thailand: Königlich Thailändische Luftwaffe
- China: Luftstreitkräfte der Republik China (Beuteflugzeuge)